# Viettesia virginalis
Viettesia virginalis är en fjärilsart som beskrevs av De Toulgoët 1959. Viettesia virginalis ingår i släktet Viettesia och familjen björnspinnare. Inga underarter finns listade i Catalogue of Life.